# 폴 울리
폴 울리 (Paul Woolley,1902년 3월 16일 ~ 1984년 3월 17일)는 미국 필라델피아에 있는 웨스트민스터 신학교에서 1929년 1977년에 은퇴할때까지 교회사 교수였다.
폴 울리는 프린스턴 대학교와 프린스턴 신학교에서 공부하였다. 그는  미국 북장로교의 목사였지만 1936년 미국 정통장로교회로 옮겼다.
1982년에는 스텐포드 리드를 비롯한 로버트 갓프리, 필립 E. 휴그스, 조지 마즈든, R. T. 켄달에 의해서 <존 칼빈: 서구 세계에서 그의 영향>(John Calvin: His Influence in the Western World (ISBN 0310447216)이라는 기념 논문집이 발간되었다.
폴 울리는 웨스트민스터 신학교의 교회사 분야에서 그의 이름의 체어를 가지고 있다.